# 薄唇瓦娄蜗牛
薄唇瓦娄蜗牛（学名：Vallonia tenuilabria）为瓦娄蜗牛科瓦娄蜗牛属的动物。分布于西伯利亚和欧洲一带以及中国大陆的甘肃、新疆、西北各地等地，生活环境为陆地，常栖息于山区谷地潮湿多腐殖质的草丛中以及石块树叶下。